# Atyrau (Gebiet)
Das Gebiet Atyrau (kasachisch Атырау облысы Atyrau oblysy, russisch Атырауская область Atyrauskaja oblast) ist ein Oblys im Westen Kasachstans. Es liegt am Kaspischen Meer und wird vom Ural durchflossen. Am 21. Februar 1992 erfolgte die Umbenennung von Gurjew (russ. Name seiner Hauptstadt), wie das Gebiet seit seiner Gründung 1938 hieß, in Atyrau.

## Geografie

### Geografische Lage
Das Gebiet grenzt an die Verwaltungsgebiete Westkasachstan im Norden, Aqtöbe im Osten und Mangghystau im äußersten Süden, sowie an das Kaspische Meer im Südwesten und Russland im Westen. Hauptstadt ist die Stadt Atyrau an der Mündung des Ural ins Kaspische Meer. Der westliche Teil des Gebietes liegt somit in Europa.
Das Gebiet Atyrau umfasst im Wesentlichen die Depression der Kaspischen Senke. Es ist hauptsächlich mit Sandwüste (v. a. im Westen) sowie anderen Wüstenarten bedeckt.
An der Nordostküste des Kaspischen Meeres, östlich von Atyrau, liegen die reichen Erdölfelder von Tengiz sowie die Embafelder nahe der Mündung des Flusses Emba. Dieser südliche Bezirk ist meist sumpfig, da der Wasserstand des Kaspischen Meeres schwankt.

### Flora und Fauna
Das Atyrau-Gebiet hat eine reiche Tierwelt. Man zählt 39 Arten Säugetiere: Neben den verbreiteten Nagetieren gibt es viele Raubtiere, darunter Wolf, Steppenfuchs, Wildkatze und Mauswiesel, sowie Huftiere wie die Persische Kropfgazelle und die Saiga. Es gibt Ottern, Rattenschlangen, Nattern, Eidechsen und Lurche. Man zählt 53 Arten von Meeresfischen und 42 Flussfischarten, zudem Wander- und Halbwanderfischarten. Kaspische Fische sind Stör, Scherg, Lachs und Weißlachs. In den Flüssen gibt es Wels, Karpfen, Hecht und Zander. Aus dem Fernen Osten sind der Weiße Karpfen und der Weiße Amur „eingewandert“. Der Kaspische Seehund lebt im Kaspischen Meer und hat sich den örtlichen Bedingungen hervorragend angepasst. Im Frühling wandern die Seehunde nach Süden und bleiben den Sommer in tieferen und kälteren Gewässern des Kaspischen Meeres. Oft bilden sie im Winter große Kolonien bestehend aus Zehntausenden Tieren.
Besonders reich ist das Gebiet an Vögeln – 230 Arten gibt es, darunter seltene und vom Aussterben bedrohte.

## Bevölkerung
| Jahr  | Einwohner |
| ----- | --------- |
| 1939¹ | 268.104   |
| 1959¹ | 287.803   |
| 1970¹ | 343.166   |
| 1979¹ | 369.668   |
| 1989¹ | 432.287   |
| 1999¹ | 440.286   |
| 2000  | 441.692   |

| Jahr | Einwohner |
| ---- | --------- |
| 2001 | 443.630   |
| 2002 | 447.634   |
| 2003 | 451.928   |
| 2004 | 457.215   |
| 2005 | 463.466   |
| 2006 | 472.384   |
| 2007 | 480.687   |

| Jahr  | Einwohner |
| ----- | --------- |
| 2008  | 490.369   |
| 2009¹ | 509.123   |
| 2010  | 520.988   |
| 2011  | 532.033   |
| 2012  | 542.959   |
| 2013  | 555.199   |
| 2014  | 567.831   |

| Jahr | Einwohner |
| ---- | --------- |
| 2015 | 581.389   |
| 2016 | 594.511   |
| 2017 | 607.528   |
| 2018 | 620.684   |
| 2019 | 633.791   |
| 2020 | 645.280   |

¹ Volkszählungsergebnis

## Politik und Verwaltung

### Verwaltungsgliederung
Das Gebiet ist in insgesamt acht Bezirke (kasachisch Аудан Audan; russisch Район Rajon) unterteilt. Das Verwaltungszentrum Atyrau stellt dabei einen eigenen Stadtkreis dar. Im Gebiet Atyrau gibt zwei Orte, die den Status einer Stadt besitzen. Dies sind Atyrau und Qulsary.

Administrative Gliederung des Gebietes Atyrau

| Audan                 | Fläche [km²] | Einwohner | Verwaltungssitz |
| --------------------- | ------------ | --------- | --------------- |
| Atyrau (Stadt)        | 3.500        | 422.663   | Atyrau          |
| Inder                 | 10.900       | 32.623    | Inderbor        |
| Isatai                | 14.700       | 26.194    | Aqqystau        |
| Machambet             | 9.600        | 28.919    | Machambet       |
| Maqat                 | 4.900        | 29.445    | Maqat           |
| Qurmanghasy           | 20.800       | 55.447    | Qurmanghasy     |
| Qysylqogha            | 24.900       | 30.768    | Mijaly          |
| Schylyoi              | 29.400       | 84.817    | Qulsary         |
| Stand: 1. Januar 2025 |              |           |                 |

### Äkim (Gouverneur)
Liste der Gouverneure (kasachisch Әкім, Äkim) des Gebietes Atyrau seit 1992:
| Nr. | Name                      | Amtszeit (Beginn) | Amtszeit (Ende)   |
| --- | ------------------------- | ----------------- | ----------------- |
| 1   | Saghat Tügelbajew         | 7. Februar 1992   | 16. Oktober 1994  |
| 2   | Rawil Schyrdabajew        | 16. Oktober 1994  | 18. Februar 1999  |
| 3   | Imanghali Tasmaghambetow  | 18. Februar 1999  | 18. Dezember 2000 |
| 4   | Serikbek Däukejew         | 18. Dezember 2000 | 3. April 2002     |
| 5   | Aslan Mussin              | 3. April 2002     | 6. Oktober 2006   |
| 6   | Bergei Rysqalijew         | 6. Oktober 2006   | 15. August 2012   |
| 7   | Baqtyqoscha Ismuchambetow | 15. August 2012   | 26. März 2016     |
| 8   | Nurlan Noghajew           | 26. März 2016     | 18. Dezember 2019 |
| 9   | Machambet Dosmuchambetow  | 18. Dezember 2019 | 7. April 2022     |
| 10  | Serik Schäpkenow          | 7. April 2022     | amtierend         |